# Drosophila mulli
Drosophila mulli este o specie de muște din genul Drosophila, familia Drosophilidae, descrisă de Perreira și Kaneshiro în anul 1991. Conform Catalogue of Life specia Drosophila mulli nu are subspecii cunoscute.